# 石田散藥
石田散药，日本传统医药， 对接骨和跌打损伤，扭伤，肌肉痛，刀伤等有效。有从河童明神学了制造方法这样的传说。原料是多摩川的支流淺川上生长的牛革草。
製造方法是把晒干了的牛革草烧焦放入铁锅。此后，撒酒, 再次弄干。最后碾成粉末。
服用法是和烫热的日本酒一起服用。